# 阿羅本景
阿羅本 景（あらもと けい）は同人出身のライトノベル作家・シナリオライターである。

## 主な作品

### シナリオ
- Fate/hollow ataraxia（TYPE-MOON）
- あまなつ -あるまなつのはじめてのお話-（チュアブルソフト）
- つくしてあげるのに!（PeasSoft）
- かなから -静かな彼女からのムリヤリ強引なH関係-（じぃすぽっと）
- Tentacle Master ～狂欲の支配者セブン～（同人:Parthenon ZERO）
- 愛玩隷嬢 -淫虐のコントラクト-（同人:Parthenon ZERO）
- Night where elegy flows…（同人:ソフトさ〜くるクレージュ）
- 露出快楽 ～見られて濡れる幼馴染、海琳操。（じぃすぽっと）
- まじかるプリンセス モニカ（PeasSoft）（同人:Parthenon ZERO）
- 出撃!! 乙女たちの戦場 ～闇を切り裂く、にび色の徹甲弾～（げーせん18）
- リザイン RESIGN（同人:シャーベットソフト）
- 露出快楽2 ～アソコの奥まで見せたがる恋人な同級生、立花美月。（同人:モニスタラッシュ）
- 恋神 -ラブカミ-（PULLTOP）
- 露出快楽3 ～恥部を晒して悶えて濡れる良家令嬢、柴矢弥生。（同人:モニスタラッシュ）
- PRIMAL×HEARTS（ま〜まれぇど）

### 小説
- とわいすあっぷ！（2011年2月 - 2013年2月 スーパーダッシュ文庫 全6巻）
- フールズフィスト Regina Septamachia（2012年9月 - 2013年1月 スーパーダッシュ文庫 全2巻）
- 止まらないで自転車乙女（2013年8月 スーパーダッシュ文庫）
- 碓氷と彼女とロクサンの。（2015年9月 ファミ通文庫）
- ろんぐだいだぁす！ NOVEL ～ぱぁしゅうたぁず ろんぐだいだぁす！・じゅにあ～（2016年7月 REX COMICS／2020年8月 ブシロードメディア）
- エクストラ・フォーリン・エールワイフ 異世界の奥さんは日本のビールを学びたい（2019年9月 - LINE文庫エッジ 既刊2巻）

### 漫画原作
- たちあがれ! オークさん（作画：影崎由那 / ホーム社 公式ツイッターアカウント『たちあがれ！ オークさん』公式連載）
- よみがえれ! オークさん（作画：影崎由那 / 集英社 公式ツイッターアカウント『よみがえれ！ オークさん』公式連載）
- 今日もビールでがんばらない～ユイとケイのカンパイリセット～（作画：別所ユウイチ / 秋田書店 チャンピオンクロス連載）